# 문도지오름
문도지오름(文道之岳) 또는 문돗지오름은 대한민국 제주특별자치도 제주시 한림읍에 위치하는 기생화산으로, 제주특별자치도 제주시 한림읍 금악리와 한림읍 저지리 걸쳐 있다.

## 위치
문도지오름은 말굽형 분화구에 가시덩굴이 우거진 사이에 물이 조금 고여 있고 능선에 올라 사방을 조망하기 좋은 오름으로 저지곶자왈로 둘러싸여 있다.

## 에코투어
에코투어는 생태관광이라 하는 자연을 즐기면서 환경의 중요성도 온몸으로 체험하게 되는 자연친화적이고 지속 가능한 여행 프로그램이다. 21세기부터 에코투어는 여가여행의 주목적이 되었으며, 유네스코 국제보호지역으로 인정받은 제주섬은 에코투어의 최적지가 되어 있다. 이곳 코스에서는 도너리오름 입구~저지곶자왈~문도지오름~저지곶자왈~남송이오름으로 진행되고 있다.

## 전해오는 이야기
문도지오름은 죽은 돼지의 모습 같다고 해 문도지(묻은 돝이)로 알려졌는데, 문돗이오름, 문도악(文道岳) 등 여러이름으로 불린다. 오름을 포함해 곶자왈 주변은 조선시대 국영목장의 경계인 잣성의 흔적이 남아있다.

## 같이 보기
- 한라산
- 남송이오름
- 도너리오름

## 참고
1. 1 2 3  “"저지오름 품에 안긴 집들…한 폭 그림 같아"”. 제주일보. 2017년 10월 9일. 2018년 5월 27일에 원본 문서에서 보존된 문서. 2018년 3월 29일에 확인함.
2. 1 2  “문도지오름과 저지곶자왈”. 한라일보. 2015년 4월 17일. 2018년 3월 29일에 확인함.
3. 1 2  “제주섬 글로벌 에코투어”. 한라일보. 2015년 4월 22일. 2018년 3월 29일에 확인함.